# Supercoppa italiana 2009 (hockey su pista)
La Supercoppa italiana 2009 è stata la 5ª edizione dell'omonima competizione italiana di hockey su pista. Il torneo ha avuto luogo presso il PalaSind di Bassano del Grappa il 7 ottobre 2009.
Il trofeo è stato conquistato dal Bassano 54 per la seconda volta nella sua storia.

## Squadre partecipanti
| Club       | Qualificazione               | Partecipazioni precedenti (il grassetto indica la vittoria) |
| ---------- | ---------------------------- | ----------------------------------------------------------- |
| Bassano 54 | Vincitore della Serie A1     | 2005, 2007                                                  |
| Follonica  | Vincitore della Coppa Italia | 2005, 2006, 2007, 2008                                      |

## Risultati
| Bassano del Grappa 7 ottobre 2009 | Bassano 54 | 6 – 4                                                        | Follonica | PalaSind |
| \| \| \| \| \| V. Antezza 12'07" 39'00" 48'27" M. Bracali 14'11" (aut.) A. Peripolli 27'41" E. Ábalos 44'33" \| Marcatori \| 5'53" 28'11" M. Velázquez 39'22" S. Molina 46'45" L. Ordóñez \| |            |                                                              |           |          |
| |            |                                                              |           |          |
| V. Antezza 12'07" 39'00" 48'27" M. Bracali 14'11" (aut.) A. Peripolli 27'41" E. Ábalos 44'33"                                                                                                | Marcatori  | 5'53" 28'11" M. Velázquez 39'22" S. Molina 46'45" L. Ordóñez |           |          |

| Bassano 54   |   |                    |
|              |   |                    |
| E            | ? | Valerio Antezza    |
| E            | ? | Estebán Ábalos     |
| E            | ? | Cacau              |
| P            | ? | Massimo Cunegatti  |
| E            | ? | Stefano Campagnolo |
| E            | ? | Sergio Festa       |
| E            | ? | Enrico Mariotti    |
| E            | ? | Alberto Peripolli  |
| E            | ? | Sérgio Silva       |
| E            | ? | Giovanni Zen       |
| Allenatore:  |   |                    |
| Franco Vanzo |   |                    |

| Follonica      |   |                     |
|                |   |                     |
| E              | ? | Pierluigi Bresciani |
| E              | ? | Massimo Bracali     |
| E              | ? | Luigi Brunelli      |
| P              | ? | Giovanni Fontana    |
| E              | ? | Federico Pagnini    |
| E              | ? | Franco Polverini    |
| E              | ? | Sebastain Molina    |
| E              | ? | Lucas Ordóñez       |
| E              | ? | Mariano Velázquez   |
| Allenatore:    |   |                     |
| Federico Paghi |   |                     |